# Erich Hanisch
Pour les articles homonymes, voir Hanisch.
Erich Hanisch est un kayakiste allemand né le 28 mars 1909 à Berlin et mort à une date inconnue. 

## Biographie
Erich Hanisch participe à la course de 10 000 mètres en kayak biplace démontable avec son coéquipier Willi Horn aux Jeux olympiques d'été de 1936 à Berlin et remporte la médaille d'argent. 